# (13703) Romero
(13703) Romero es un asteroide perteneciente al cinturón de asteroides, región del sistema solar que se encuentra entre las órbitas de Marte y Júpiter, más concretamente a la familia de Massalia, descubierto el 26 de julio de 1998 por Eric Walter Elst desde el Observatorio de La Silla, Chile.

## Designación y nombre
Designado provisionalmente como 1998 OR13. Fue nombrado Romero en homenaje a Oscar Romero, arzobispo en El Salvador. Durante su misión, denunció activamente las violaciones de los derechos humanos de las poblaciones más vulnerables y promovió la oposición a todas las formas de violencia.

## Características orbitales
Romero está situado a una distancia media del Sol de 2,407 ua, pudiendo alejarse hasta 2,880 ua y acercarse hasta 1,934 ua. Su excentricidad es 0,196 y la inclinación orbital 1,561 grados. Emplea 1364,15 días en completar una órbita alrededor del Sol.

## Características físicas
La magnitud absoluta de Romero es 14,4. 